# علیرضا اسلامیان
علیرضا اسلامیان (زاده ۱۳۳۷ در قم) مجتهد، عضو پیشین مجلس خبرگان رهبری، عضو جامعه مدرسین حوزه علمیه قم و عضو مجمع  مشورتی فقهی شورای نگهبان است. وی نماینده مردم استان چهارمحال و بختیاری در دوره های چهارم و پنجم مجلس خبرگان رهبری  بود.